# Wolf-Dieter Zumpfort

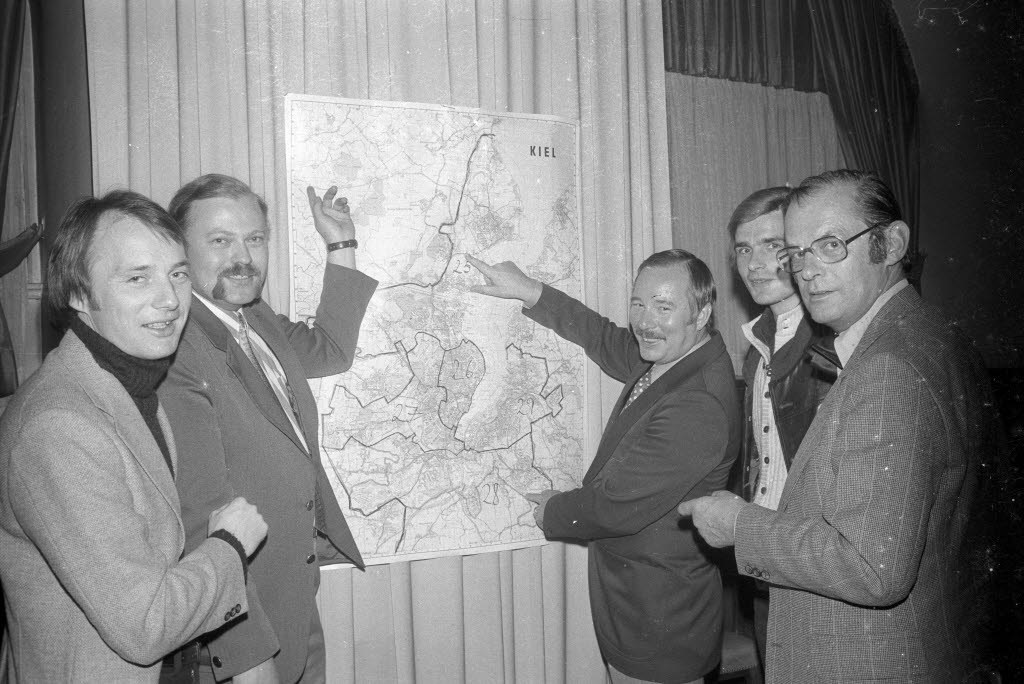
Der FDP-Kreisverband Kiel hat seine Kandidaten gewählt. Im Bild die fünf Bewerber sind (v. l. n. r.): Wolf-Dieter Zumpfort (Innenstadt); Neithart Neitzel (Nord); Eberhard Berner (Süd); Uwe Petersen (Ost); Hans Jungjohann (West). 1974

Wolf-Dieter Zumpfort (* 29. Mai 1945 in Niendorf/Landkreis Ludwigslust) ist ein deutscher Politiker (FDP). Er war von 1995 bis 2018 Mitglied des Vorstandes der Friedrich-Naumann-Stiftung und von 1985 bis 1988 Landesvorsitzender der FDP in Schleswig-Holstein.

## Leben und Beruf
Nach dem Abitur 1966 am Ernst-Moritz-Arndt-Gymnasium Bonn leistete Zumpfort seinen Wehrdienst ab und begann 1968 ein Studium der Volkswirtschaftslehre an der Rheinischen Friedrich-Wilhelms-Universität Bonn, welches er 1972 als Diplom-Volkswirt beendete. Anschließend war er als wissenschaftlicher Assistent an der Christian-Albrechts-Universität Kiel tätig, wo er 1976 mit der Arbeit „Untersuchungen zum Wachstum des Eurodollarmarktes“ zum Dr. rer. pol. promoviert wurde. Danach arbeitete er als wissenschaftlicher Mitarbeiter am Institut für Weltwirtschaft in Kiel, bis er 1978 als Angestellter zur Landesbank Schleswig-Holstein wechselte, bei der er bis zu seinem Nachrücken in den Bundestag 1979 tätig war.
Von 1983 bis 1987 war Zumpfort Geschäftsführer des Unternehmensverbandes Westküste in Heide und anschließend bis 1990 selbständiger Unternehmensberater in Kiel und Bonn. 1990 trat er als Direktor in die Preussag AG (seit 2002 TUI AG) ein und leitete seitdem deren Verbindungsbüro Bonn/Brüssel bzw. seit 2000 das Verbindungsbüro Berlin/Brüssel. Von 2003 bis 2013 war er Leiter der TUI-Repräsentanz in Berlin. Seine Tätigkeit dort beschreibt er selbst als die eines klassischen Lobbyisten.
Wolf-Dieter Zumpfort ist verheiratet und hat zwei Kinder.

## Partei
Zumpfort trat 1972 in die FDP ein und war von 1974 bis 1976 Landesvorsitzender der Deutschen Jungdemokraten in Schleswig-Holstein. Er gehörte von 1974 bis 1995 dem FDP-Landesvorstand Schleswig-Holstein sowie von 1983 bis 1988 auch dem FDP-Bundesvorstand an und war von 1985 bis 1988 Landesvorsitzender der schleswig-holsteinischen FDP. Danach war er bis 1995 deren Landesschatzmeister.
Zumpfort gehörte von 1993 bis 1995 dem Kuratorium und dem Finanzausschuss der Friedrich-Naumann-Stiftung an und war von 1995 bis 2014 stellvertretender Vorsitzender des Vorstands; von 2014 bis 2018 war er Beisitzer im Vorstand.

## Abgeordneter
Am 30. April 1979 rückte Zumpfort für den verstorbenen Abgeordneten Walter Peters in den Bundestag nach und war dann bis 1983 Mitglied des Deutschen Bundestages. Er ist stets über die Landesliste Schleswig-Holstein in den Bundestag eingezogen.
Der FDP gelang bei der Landtagswahl 1987 unter seiner Führung der Wiedereinzug in den Landtag von Schleswig-Holstein, und Zumpfort übernahm auch den Vorsitz der FDP-Landtagsfraktion. Da sich im Landtag ein Patt zwischen CDU und FDP einerseits sowie SPD und SSW andererseits ergeben hatte, kam es schon im Mai 1988 zu einer Neuwahl des Landtags, bei der die FDP an der Fünf-Prozent-Hürde scheiterte.
Unterlagen über seine Abgeordnetentätigkeit im Deutschen Bundestag befinden sich im Archiv des Liberalismus der Friedrich-Naumann-Stiftung für die Freiheit in Gummersbach.